# Georges T'Kint
 (août 2024).
Georges François Jules Marie Ghislain T'Kint, né à Bruxelles le 18 janvier 1874 et mort à Wolvertem le 13 novembre 1936, est un homme politique belge.

## Fonctions et mandats
- Membre de la Chambre des représentants de Belgique : 1912-1919

## Sources
- Paul VAN MOLLE, Het Belgisch Parlement, 1894-1972, Antwerpen, 1972.

- Ressource relative à plusieurs domaines :   - ODIS